# Rhysodesmus constrictus
Rhysodesmus constrictus är en mångfotingart som beskrevs av Loomis 1966. Rhysodesmus constrictus ingår i släktet Rhysodesmus och familjen Xystodesmidae. Inga underarter finns listade i Catalogue of Life.